# 『ぷっ』すま
『『ぷっ』すま』は、1998年10月5日から2018年3月31日までテレビ朝日系列で放送されていた深夜バラエティ番組。

## 概要
草彅剛（SMAP（当時））の冠番組だが、草彅剛とユースケ・サンタマリアが共にMCを務めている。2人（番組の通称：“彅スケ”）が毎回ゲストと一緒に、いろんな対決で競い合ったり企画に挑戦したりしていた。
開始から半年間は月曜23:25（日本時間、以下も同じ）から30分間だったが、『ナイナイナ』の終了に伴い、1999年4月から火曜23:25からに移動、2000年4月より23:09から45分間、（ただし『大相撲ダイジェスト』放送期間中は30分間。2001年10月から23:15からに）、2002年4月より23:15から55分間（現行で『大相撲ダイジェスト』期間中も変化なしだった）と様変わりしている（いずれもテレビ朝日基準）。そして2009年10月改編で放送時間が5分拡大されて、23:15から翌0:15の放送となった。
当番組の最高平均視聴率は、2005年4月5日放送回のギリギリマスター85分スペシャルで16.3%（ビデオリサーチ調べ）を記録した。また、この視聴率はネオバラ枠が更に深夜へと放送時間が拡大して55分間の番組枠になって以降の、歴代ネオバラ枠番組の最高平均視聴率でもあり、記録保持している。
オリコン・エンタテインメントが発行していた『オリジナル コンフィデンス』で2004年に「深夜テレビ番組の満足度調査」が行われており、同年の10/18号でそのランキングが発表され、『『ぷっ』すま』は全世代から支持されている深夜テレビ番組の第1位を記録。また、『『ぷっ』すま』のみが唯一、全世代から支持されているという結果になった。その後も、『オリ☆スタ』の2010年11/15号では、「オリ☆スタ読者の視聴ランキングでも常に上位に入る番組」「その人気の秘密」といったフレーズを用いられるなど、長年にわたって高く評価されてきている。
ダウンタウンの浜田雅功は日本テレビ系列のバラエティ番組『ガキの使い』の2007年4月1日放送分にてコーナー「クイズ浜田雅功の500のコト」の一問一答で、「ついつい見てしまうテレビ番組は?」に『『ぷっ』すま』と発言し、日テレの番組収録中であるにもかかわらず他局である当番組の名前を答えている。さらに、2011年3月29日放送の『『ぷっ』すま』にココリコの遠藤章造がゲストで出演した際には、遠藤が浜田と自身が『『ぷっ』すま』をいつも見ていることを述べているほどである。ほかにも上地雄輔、西川史子、小島瑠璃子など、当番組のオープニングなどで『『ぷっ』すま』が好きなことやファンであることを明かすゲストがいる。SMAPのメンバーでは香取慎吾がかなりのヘビー視聴者で番組ファンを公言していた。
女優の吉永小百合、稲森いずみ、俳優の渡哲也、ロックバンドL'Arc〜en〜Cielのボーカルhydeなど、普段は滅多にバラエティ番組に出演しない有名人も過去に当番組に出演している。俳優の高橋克典にいたっては当番組において準レギュラー並の出演回数である。過去には、別のバラエティ番組の製作スタッフが、『『ぷっ』すま』のゲストへのオファーは皆さん快く引き受けてくれるといった旨を公にしたことがある。
この番組で草彅の手作りカレーが美味いと評されている。『『ぷっ』すま』（1998年12月14日放送分）では、山のなかのキャンプ場で草彅が渡哲也に手作りカレーを振る舞った。その放送内容の概要を以下に挙げる。材料の調達から始めて、いちから作るものであった。草彅によると、タモリの作り方をみて真似ているので何の香辛料を購入したかは非公開。その他の材料や作り方の一部も草彅の希望により秘密がいくつかあった。また、草彅はカレー作りに自身のこだわりから、かなりの時間をかけるが、その点を含め自身の美味しいカレーを作るという思いに、まったく妥協をしないで取り組んだ。出来上がった「チキンカレー」を、皿の半分に盛り付けられたライスの横によそり、そのカレーのうえに「『冷えたジャガイモ』と『冷えたキャベツ』（どちらも茹でたもの）」を添えたもの が完成品。渡はそれを食し、「カレーがこんなに、奥深いものだとは、本当に剛くんに教えていただきました、最高に美味い、good」と述べた。なお、ユースケも草彅の手作りカレーを絶賛した。そして、草彅は渡哲也とユースケのめいめいに「ありがとうございます」と礼を述べた。また、渡は「2人をみてると本当に、素晴らしい若者」と締めに語った。
1回の放送分で行われる企画はほとんどの場合、スペシャルを除いて1つ で、その企画が2週にわたり、前編・後編として放送されることもある。はっきりと終了宣言がなされたのは「普通免許一発合格への道」で、この企画は、目的も達成し華々しい最後を飾ってのことである。
当番組はテレビ番組としてもネオバラ枠の中でも長寿の域に達しており、ネオバラ枠のほかの番組が打ち切られたり、また、ゴールデンに放送時間帯を移動するなどがある中で、特番を除いて一貫してネオバラ枠での放送を続けていた。
番組初期は地方ロケなどもたびたび行われていたが、草彅が多忙かつユースケの虚弱体質を考慮してか、都内ロケまたはスタジオ収録の傾向が強くなっていった。2008年11月18日・11月25日にはひさびさの地方ロケが放送され、これ以降はたびたびロケ企画が復活し出すこととなる。
2007年12月までは『ネオバラエティ』枠では、唯一、4:3標準画質で放送されていたが、2008年1月2日のスペシャルからハイビジョン制作となり、同年1月8日からレギュラー放送もハイビジョン放送になった。
この番組では次回予告をしておらず（関東地区のみ前日の『雑学王』のエンディング後に15秒CMで企画内容を予告する程度で、エンドロール後、すぐに終了となる形をとっていた。2009年10月からは、エンディングの提供部分の上下の横長のテロップ表示による次回予告がされるようになった（それ以前は2008年の一部放送、また企画を二週に渡って放送された2008年11月18日放送分・2009年5月19日放送分、以降は放送が必ず二週にわたる「日帰りアルバム旅行」の前編放送時に次回予告が放送された）。収録は基本的に、隔週火曜日に2本撮りで行っている。2009年6月2日放送分は放送2日前（5月31日日曜日）に収録された。
番組の比較的初期から、番組の開始数分の間に2度CMを挟み、その後約35〜40分間一度もCMが流れない（あるいは開始直後の1度だけCMを挟み、その後約35〜40分間一度もCMが流れない）という時間編成を長期に渡って維持しており、同じネオバラエティの『アメトーーク!』・『シルシルミシル』などでも、類似した編成が見られる。
2011年4 - 9月期の平均視聴率は11%台と依然好調を維持していたが、同年10月の改編によるネオバラエティ枠の再編に伴い、1999年4月から12年半続いた火曜ネオバラエティ枠から放送時間帯を移動することになり、当番組は、土曜0:50 - 1:20（金曜深夜）の時間帯に放送されていた。放送時間移動後も字幕放送が実施されており、テレビ朝日の0時以降の深夜帯では2013年3月までは唯一の字幕放送対応番組となっていた。
2018年3月をもって放送終了となった。その後、本番組から約1年9ヶ月後の2019年12月中旬より、MCの2人と制作会社が共通するAmazonプライム・ビデオオリジナル番組『なぎスケ!』が配信開始される。

## 番組の歴史
- 2005年1月2日 - 爆笑問題をゲストに迎えて「ギリギリマスター」を、番組初の生放送で放送。
- 2005年5月3日 - 放送300回達成。「芸能界ビビリ王決定戦」が行われた。
- 2006年1月2日 - 昨年に引き続き、2回目の生放送に挑み、爆笑問題がギリギリマスターのリベンジに挑戦した。なお、この放送からタイトルロゴが立体的になり『100%ALL NATURAL』の文字を挿入して、一部の効果音が新しくなった。また、その日で放送8年目を迎えた。
- 2007年6月26日 - 放送400回目となったが、出演者はそれに気づかず、普通に、「物件拝見トレジャーバトル」を行った。スタッフが知ったのは、エンドロールの前で、出演者はエンドロールの途中に知らされた。
- 2007年10月2日 - 10年目の突入となったが、これも出演者に教えておらずエンドロールの時に大熊から発表された。しかし、実際は翌週から10年目突入となった。
- 2008年1月2日 この新春SPからハイビジョン放送に移行。それに伴い、ゲームセンターの車のゲームをモチーフとした、オープニングCGに変更された。
- 2009年6月30日 - 放送500回は「ココ1当てまSHOW!」で（ゲスト：上地雄輔・misono）、上記の400回目と同様に、出演者はエンドロールの途中に知った。
- 2009年11月3日（第518回） - オープニングがジェットコースターをモチーフとしたCGに変更、最後の船の旗部分のタイトルロゴに「゜」の部分に穴ぽこにしたもの、さらに字幕テロップなどもリニューアルされた。
- 2011年3月15日 - 放送開始前に発生した静岡県東部地震関連の報道特別番組のため、急遽放送を休止。この日放送予定だった回は翌週（3月22日）に延期して放送された。
- 2011年6月28日 - 放送600回になったが、番組内ではそれについて全く触れられなかった。
- 2011年9月27日 - 火曜ネオバラエティ枠最後となる生放送だった。しかし、当日で当番組のネットを一旦終了する朝日放送では、従来通りに1時間15分遅れの時差ネットで放送。そのため、放送中は「関東地区で23:15〜放送されたものです」というテロップを画面の右上に表示していた。
- 2017年1月 - SMAP解散後もタイトル変更は行われなかった。
- 2018年3月8日 - 3月末で当番組が終了することが発表された[2][3]。
- 2018年3月31日 - 「『ぷっ』すま」最終回が放送される。通常通りの30分放送となった他、長期間続いた番組の最終回でよく見られる過去の総集編などは一切行わず、草彅考案の新企画「犬部」が始動するという内容で番組は進行していった。番組の最後はユースケと草彅がそれぞれ視聴者へ向けて感謝の弁を述べた後、出演者・スタッフが総出でカメラに向かって手を振る形で終了となった。これにより、番組は20年の歴史に幕を下ろす事となった[4][5]。

## 番組進行
番組の初めには、必ずと言っていいほど、草彅とユースケが小芝居「偶然に居合わせた」などをし、そこが放送される。この小芝居は過去にくりぃむしちゅーや雨上がり決死隊が彅スケのもとへと来るまでの小芝居としてそれぞれ挑戦しており、当番組内でその模様が放送された。以降、若手芸人たちがこの小芝居に挑戦するための、この小芝居を当番組で行える権利のオーディションそのものがコーナーとしてあり、それが放送されている。
ゲストは、たいてい2組で2人（ときどき、ゲスト1人とお笑いコンビ1組で3人、またはゲスト2人と「助っ人」土田晃之や天野ひろゆきなどのサポート役を含め、3人のときがある）で、ゲームにより「草彅対ユースケ対ゲストチーム」（2002年5月14日放送）「彅スケチーム対ゲストチーム」、「草彅チーム対ユースケチーム」、「個人戦」の4パターンがある。ゲームは基本的に3回か4回勝負で行われるが、チーム戦で、ポイントで最終戦前に勝敗が決まってしまっている場合は、最終戦で勝つチャンスを作るため、負けているチームが頼み込んで、勝っているチームの要求（ものまねであることが多い）を受け入れなければならない。
ゲストがこの番組で出演番組や映画の宣伝をするためには、番組内のゲームに勝たなければならず、番組開始時などにゲストが宣伝をしようとすると、必ず彅スケがそのPRを止めに入るといったくだりがある。複数回戦の場合は、1回勝つ毎にPRタイムの10秒 - 15秒がもらえる。ビビリ王の場合は、最下位でなければ良い。これは鉄の掟となっているが、PRタイムが得られなかったゲストには、彅スケが、必ず、何かを要求（大半はものまね）し、それに答えれば、15秒間のPRタイムがもらえる。ゲストの頑張りによっては、ユースケがお情けで15秒間のPRタイムを与えることもある。
罰ゲームは、敗者に行うのが普通であるが、内容によっては勝者でも行うこともある。また、その内容は、大きく分けて、肉体的にダメージが来るもの（電気ショック、落とし穴、ロシアンなど）と、精神的にダメージが来るもの（モノマネ、一発芸、即興作詞など）に分かれる。どちらかといえば、後者が多い（特にモノマネと一発芸は相手が納得するまで続けさせられるというルールであることが多いうえ、勝者側からのむちゃ振りもあるため、なかなか終わらないこともある。過去にユースケが「このままじゃラチが明かないかもしんない」と言ったこともあった。
また、エンドロール後に、草彅（ごくまれにユースケ）とゲストの一人によるショートコントを行い、番組を締めるのが恒例となっている。ネタ合わせは草彅主導で行われるが、一時期、草彅が「○○〜、○○〜」とゲストの名前を歌いながら、ゲストが「俺の歌が聞こえる」と返す、通称「俺の歌シリーズ」が行われていた。なお、この「俺の歌」は、ケンドーコバヤシがゲストで出演した際に、草彅がケンコバの歌を歌ったとき、「お、俺の歌が聞こえる！」と発言したのが始まりである。また、「俺の歌」に関しては草彅が趣味のギターの弾き語り（草彅による作詞作曲）にまで反映しており、草彅のラジオ番組『SMAP POWER SPLASH』（現・『ShinTsuyo POWER SPLASH』）で「俺の歌」のフレーズが入った草彅作詞作曲の歌をギターの弾き語りで披露していた過去がある。
ネオバラ枠放送時の収録は一日に二本撮りするのが通常で、早朝から深夜0時過ぎまで時間をかけて撮っていた。通常、ゲストは一本撮りで終わるため、ゲストを除いたMCやスタッフのみが二本撮りに臨む形であった。番組収録の集合時間が早朝5時などのため、ゲストが『『ぷっ』すま』ってこんなに早くから撮ってるんですか？といった旨を口にすることもよくあった。過去には、収録が朝の5時30分までかかったこともあり、その時に出演していた土田晃之は、「午前5時に丸太を切る仕事をしたことがある」という話を、ネタとして有効活用している（2009年12月15日の放送では、ゲストに来た土田が、新企画「あの人のコメント当てましょう!リポーターリポート!」（ある有名人が挑戦したリポート内容を、どれだけ正確に穴埋めできるかを競い、リポートした人物と同じことを体験し、そのリポート内容を予想、正解すればそのつど、設定したポイントをゲットできる）のコーナーに対し、「明け方に丸太切るより楽ですもんね」と発言した）。この丸太の件以来、長時間収録の可能性がある企画のとき、ユースケがゲストに、「過去、1本の収録に10時間以上かかって、朝方帰ったことがある」などと説明することがある。また、このように時間をかけて収録をするタイプの番組である。

### 恒例のシチュエーション
この番組で草彅が運動系の活躍を魅せると、ユースケに「剛はダンスやってるから」と発言され、「ダンス万能説（ダンスをやってるから何でもできる説）」を主張されることがたびたびある。当番組のコーナー「試して足して THE体感チャレンジクイズ!!」では、草彅が「『直径3 mのフラフープ』回し10回以上」という超難題を一発で成功させ、ゲストで出演していたオリエンタルラジオの中田敦彦に「これが日本のスーパースターだ！」と興奮の様子でその感想を述べられたり、当番組のコーナー「ペア当て眼力バトル!リアル神経衰弱!〜芸人バージョン〜」では、趣味がダーツだと明らかになった芸人がその場でダーツの腕前を見せ、何度やっても中途半端な結果だったのに対し、直後にダーツをした草彅は一発でド真ん中に命中させたり などと、さまざまな見せ場を披露してきている。
草彅が所属するSMAP（1988年 - 2016年）の所属事務所であるジャニーズ事務所所属のタレントがゲスト出演した場合、草彅は「先輩（後輩）」とテロップが表示されることが恒例となっている。その時、近藤真彦や東山紀之のようなかなり年上の域の先輩は、「大先輩」と表示される。
ものまねや即興作詞の罰ゲームのときに、彅スケチームが罰ゲームとなった場合、かつ、ゲストチームが一向に納得しない場合は、ユースケが「じゃあ、そこまで言うんだったらお手本を見せてくれよ」などと言って、罰ゲームをする必要がない相手チームにまで罰ゲームを行わせるに至ることがよくある。これは番組恒例の洗礼と称されていて、その逆に、罰ゲームをする必要がない彅スケが罰ゲームをすることもある。
対決の結果、下位に沈んだ者は料理にありつけない（もしくはあからさまに量が少ない）。それを下位に沈んだ者が直訴すると上位の者が「じゃあ、何かモノマネ（芸人では一発ギャグ）をやってもらって面白かったら…」などという流れになって、笑いを取れれば下位に沈んだ者でも料理にありつけることがある。しかし、ほぼ十中八九スベり、そこから発生するスベり笑いが上位の者のツボに入って料理にありつけることもある。
また、女性のゲストが罰ゲームで激マズのジュース（すっぱい系含む）などを飲むことになった場合、草彅が男気の優しさで代わりに飲んであげることがよくある。大食いなどの際も、ユースケは虚弱を大袈裟に装ってることを過去に明かしたが、そのユースケの代わりに草彅がかなり体をはるケースも多い。
ユースケは女性ゲスト（自分より年下）や「彼女が水着に着替えたら」に出てくる女性に対しては下の名前+ちゃん付けで呼んでいる。
最近のエンディングはユースケのむちゃぶりで草彅とゲストのコントで締めくくる（行われない場合もあり、まれにユースケがやる場合もあり）。ほとんどの場合、独特のゆるい空気感に満ちているので、ユースケが適当なタイミングで、「バイバイ」や「バイナラ」などと言って番組を締めることが恒例となっている。また、コント開始時にユースケが打ち合わせを無視して、勝手なタイトルを付けようとすることも多い。また、ロケ企画や前編・後編にわたって二週に放送される場合はコントは行われないのが通常である。

## 出演者

### レギュラー（メイン司会）
- 彅スケ
  - 草彅剛（2016年12月まではSMAP）
  - ユースケ・サンタマリア

番組自体が1998年10月から2018年3月まで続いていたため、必然的に彅スケのコンビ歴もとても長かった。
- 大熊英司（当時テレビ朝日アナウンサー、進行）
  - 2001年4月から出演。地方ロケ企画の場合や、「彼女が水着に着替えたら」などのときは、出演しないこともある。後期では、実験台として参加する場合もある。

### 企画レギュラー
- 島本真衣（テレビ朝日アナウンサー、「あの子が水着にきがえたら」ほか）

### SMAPメンバーのゲスト出演
- 稲垣吾郎
- 香取慎吾
- 中居正広
- 木村拓哉

### ナレーター
- 伊津野亮

### 過去の企画レギュラー
- 武内絵美（テレビ朝日アナウンサー、「あの子が水着にきがえたら」）
- 龍円愛梨（出演当時テレビ朝日アナウンサー、「あの子が水着にきがえたら」）
- 前田有紀（出演当時テレビ朝日アナウンサー、「あの子が水着にきがえたら」「物件拝見トレジャーバトル」ほか）

MCは草彅とユースケの2人となっているが、番組内で対決企画にてゲストと競う立場に立っていることもあるので、その際の進行などは大熊が担当している。

## スペシャル
- 1999年3月26日　「木村拓哉を『ギャフン!』と言わせてやるスペシャル」
  - 『ぷっ』すま初のゴールデン84分スペシャルを放送。
- 1999年10月15日　「香取慎吾は『ギャフン!』と言わせてやるスペシャル」
- 2000年9月22日　「『ぷっ』すまVS吉永小百合 芸能界“天国と地獄”(秘)ハズカシ固めSP!!」
- 2000年12月26日　「世紀末バースデー芸能人乱入スペシャル!!」
- 2001年3月23日　「日本中の女を『ギャフン!』と言わせてやるスペシャル」
- 2002年12月17日　「ビビリ王 超豪華芸能人 キングオブチキン決定戦スペシャル」
- 2003年12月23日　「『ぷっ』すまクリスマススペシャルin北海道」
- 2004年8月31日　「ギリギリマスター!芸能界寸止め王決定戦スペシャル」
- 2005年1月2日　「挑戦!『ぷっ』すま生放送 正月からギブア〜ップスペシャル」
  - 無謀ともいえる新春生放送を実施。
- 2005年2月8日　「彅スケvsジャイアンツvs香取慎吾&日本代表 絶対に負けませんスペシャル」
- 2005年4月5日　「ギリギリマスター拡大版85分スペシャル」
- 2006年1月2日　「謹賀新年!生『ぷっ』すま 何が起こるか予測不能 5時間無謀の生放送スペシャル」
  - 前年に引き続き、新春生放送を実施。この回から、タイトルロゴがリニューアルされた。
- 2006年10月2日　「超『ぷっ』すまvs美女100人!男と女の修羅場&マル秘セレブ御用達グルメ 解禁スペシャル!!」（月バラ!枠）
- 2007年1月2日　「超『ぷっ』すま 猪突猛進!ドラマの主役達ビビリまくりスペシャル」
  - 仲間由紀恵・谷原章介・温水洋一が「芸能界あいまい記録力王決定戦」に、松たか子・藤井隆が「記録力絵心クイズ」に、NEWSの山下智久・中越典子が「芸能界ビビリ王決定戦」に挑戦した。
- 2007年3月27日　「試して足して THE体感チャレンジクイズスペシャル!!」
- 2008年1月2日　「超『ぷっ』すま 正月早々!松も米倉も深キョンも韓流スターもぶっつけ大本番スペシャル!」
  - 松たか子が1年振りに登場し、2007年と同じ記憶力絵心クイズにリベンジ挑戦をした。また、深田恭子とオリエンタルラジオが「ぶっつけ本番!ハイスクール」に挑戦した。
- 2008年9月29日　「超『ぷっ』すま!祝10周年 金メダリストも芸人も女優も東国原も大集合 異種!!格闘技戦だスペシャル」
  - 10周年記念という事で、番組中盤に、「栄光と挫折の10年間」をオンエア。
- 2009年10月6日　「超『ぷっ』すま 人気者だらけの3時間!秋の大豊作スペシャル!!」
  - 『ネオバラ祭り』の一環で3時間スペシャルと、23:15からの通常放送を合わせて、計4時間の放送になる。
- 2010年3月30日　「超『ぷっ』すま!! 春の京都!!芸能人&食通が教える超穴場グルメ人気No.1&超有名企業のウラ側すべて見せますSP!!」
  - 前回同様『ネオバラ祭り』の一環で3時間スペシャルと、23:15からの通常放送を合わせて、計4時間の放送。
- 2011年12月31日（30日深夜）　「『ぷっ』すま 2011 話題となったあの人やこの人の見たことない姿を見てみたいスペシャル!!」
  - 時間短縮並びに放送時間移動後の初の特番であり、長崎文化放送・大分朝日放送を除く本番組ネット局と、本番組非ネットの長野朝日放送・琉球朝日放送（当時）のANNフルネット21局では0:20 - 1:50に同時ネットで放送。ただし、長崎文化放送は0:30 - 2:00に同時ネット局から10分遅れ、大分朝日放送は翌日10:15 - 11:45に放送され、朝日放送は、本放送から3ヶ月後の2012年3月30日（29日深夜）1:36 - 3:11に放送された。
- 2012年12月29日（28日深夜） 「超『ぷっ』すま  年末スペシャル 豪華ビビリ王決定戦SP!」
  - 0:00 - 1:30に放送。相武紗季と小栗旬をゲストに迎え、「ビビリ王決定戦」に挑戦した。
- 2014年3月8日　「鎌倉のスペシャリストになるための『ぷっ』すま鎌倉部!」
  - テレビ朝日のみで14:30 - 17:25に放送された。

## スタッフ
- 構成：すずきB、町田裕章、藤井靖大、カツオ
- カメラ：神尾淳（スウィッシュ・ジャパン）
- 音声：谷口健二（スウィッシュ・ジャパン）
- ＶＥ：武藤康広（スウィッシュ・ジャパン）
- 照明：根建康広（プログレッソ）
- 美術：奥田裕美・島津桃衣子（テレビ朝日クリエイト）
- タイトル：安田達夫
- ヘアメイク：下山麻衣子
- スタイリスト：横田太樹
- 編集：林芳宗・最上昌哉・岡安康之（全員IMAGICA）
- ＭＡ：阿左美茂樹（IMAGICA）
- ＴＫ：草野麻里（M&M）
- 音効：小沼圭・吉田達朗（TSP）
- 編成：池田邦晃（テレビ朝日）
- 宣伝：平野三和（テレビ朝日、以前は広報）
- アシスタントプロデューサー：門池真希
- ディレクター：白野勝敏、塚田正道、藤野義明
- チーフディレクター：鎗野貴生（K-max、以前はディレクター）
- 演出：飯山直樹（K-max、以前はチーフディレクター）
- プロデューサー：荻野健太郎（テレビ朝日）〔2013年7月12日から担当〕、小西寛（K-max）、菊池貴也（K-max）
- ゼネラルプロデューサー：奥田創史（テレビ朝日）〔2012年7月から担当〕
- 制作協力：K-max
- 制作著作：テレビ朝日

### 過去のスタッフ
- 構成：おちまさと、そーたに、鈴木おさむ、渡辺勝彦、張眞英、安部裕之、たかはC、松田幸三
- カメラ：辻稔、石毛雄巳
- 美術：森つねお・根古屋史彦（テレビ朝日クリエイト）
- 美術進行：廣瀬（澤）陽子・小笠原吾郎（テレビ朝日クリエイト）
- 小道具：塚谷将朗・益子尚正・宮本恵美子（テレフィット）
- スタイリスト：梶原浩敬、伴在富美子、黒澤彰乃、田中ゆうこ、渡邊浩司
- 編集：大橋一明、松沢章
- ＭＡ：森岡浩人
- 音効：高橋直幹（TSP）
- 編成：吉村周・松瀬俊一郎（テレビ朝日）
- ＡＰ：平出聡・志水大介・星屋沙希（K-max）、内久保智子、山ノ内禎枝
- ディレクター：竹谷和樹、鷹中亮介・佐々部龍太・加藤貴大（K-max）、金澤美保（テレビ朝日）
- プロデューサー：工藤浩之（K-max）、金澤美保、渡辺実、松本能幸（松本→以前はディレクター→チーフディレクター）、友寄隆英[注 12]（テレビ朝日）
- チーフプロデューサー：澤將晃、山本隆司、河口勇治（全員 テレビ朝日）
- ゼネラルプロデューサー：奥川晃弘（テレビ朝日）
- エグゼクティブプロデューサー：青山幸光（テレビ朝日、以前はプロデューサー）
- 協力：ジャニーズ事務所

## ネット局と放送時間

### ローカルセールス時代
| 放送対象地域  | 放送局                  | 系列           | 放送日時                     | 放送開始日     | ネット状況 | 備考                |
| ------------- | ----------------------- | -------------- | ---------------------------- | -------------- | ---------- | ------------------- |
| 関東広域圏    | テレビ朝日 (EX)         | テレビ朝日系列 | 土曜 0:50 - 1:20（金曜深夜） | 2011年10月8日  | 制作局     |                     |
| 岩手県        | 岩手朝日テレビ (IAT)    | テレビ朝日系列 | 土曜 0:50 - 1:20（金曜深夜） | 2011年10月21日 | 同時ネット | [ 注 13 ]           |
| 山形県        | 山形テレビ (YTS)        | テレビ朝日系列 | 土曜 0:50 - 1:20（金曜深夜） | 2011年10月8日  | 同時ネット |                     |
| 福島県        | 福島放送 (KFB)          | テレビ朝日系列 | 土曜 0:50 - 1:20（金曜深夜） | 2011年10月22日 | 同時ネット | [ 注 14 ]           |
| 静岡県        | 静岡朝日テレビ (SATV)   | テレビ朝日系列 | 土曜 0:50 - 1:20（金曜深夜） | 2011年10月8日  | 同時ネット |                     |
| 大分県        | 大分朝日放送 (OAB)      | テレビ朝日系列 | 土曜 0:50 - 1:20（金曜深夜） | 2011年10月8日  | 同時ネット |                     |
| 鹿児島県      | 鹿児島放送 (KKB)        | テレビ朝日系列 | 火曜 1:15 - 1:45（月曜深夜） | 2011年10月8日  | 遅れネット | [ 注 15 ]           |
| 北海道        | 北海道テレビ (HTB)      | テレビ朝日系列 | 土曜 0:15 - 0:45（金曜深夜） | 2011年10月8日  | 遅れネット | [ 注 16 ]           |
| 青森県        | 青森朝日放送 (ABA)      | テレビ朝日系列 | 水曜 0:45 - 1:15（火曜深夜） | 2011年10月27日 | 遅れネット | [ 注 17 ]           |
| 宮城県        | 東日本放送 (KHB)        | テレビ朝日系列 | 金曜 0:56 - 1:26（木曜深夜） | 2011年10月18日 | 遅れネット | [ 注 18 ] [ 注 19 ] |
| 秋田県        | 秋田朝日放送 (AAB)      | テレビ朝日系列 | 火曜 0:50 - 1:20（月曜深夜） | 2011年10月18日 | 遅れネット | [ 注 20 ]           |
| 新潟県        | 新潟テレビ21 (UX)       | テレビ朝日系列 | 土曜 0:50 - 1:20（金曜深夜） | 2011年10月19日 | 遅れネット | [ 注 21 ]           |
| 長野県        | 長野朝日放送 (abn)      | テレビ朝日系列 | 日曜 1:30 - 2:00（土曜深夜） | 2012年4月8日   | 遅れネット | [ 注 22 ] [ 注 23 ] |
| 石川県        | 北陸朝日放送 （HAB）    | テレビ朝日系列 | 土曜 15:55 - 16:25           | 2011年10月22日 | 遅れネット | [ 注 24 ]           |
| 中京広域圏    | メ〜テレ (NBN)          | テレビ朝日系列 | 木曜 0:20 - 0:50（水曜深夜） | 2011年10月19日 | 遅れネット | [ 注 25 ]           |
| 近畿広域圏    | 朝日放送テレビ (ABC)    | テレビ朝日系列 | 火曜 1:39 - 2:15（月曜深夜） | 2012年4月3日   | 遅れネット | [ 注 27 ] [ 注 28 ] |
| 広島県        | 広島ホームテレビ (HOME) | テレビ朝日系列 | 木曜 1:55 - 2:25（水曜深夜） | 2011年10月23日 | 遅れネット | [ 注 29 ]           |
| 山口県        | 山口朝日放送 (yab)      | テレビ朝日系列 | 金曜 0:15 - 0:45（木曜深夜） | 2011年10月31日 | 遅れネット | [ 注 30 ]           |
| 岡山県 香川県 | 瀬戸内海放送 (KSB)      | テレビ朝日系列 | 日曜 1:00 - 1:30（土曜深夜） | 2011年10月8日  | 遅れネット | [ 注 31 ] [ 注 32 ] |
| 愛媛県        | 愛媛朝日テレビ (eat)    | テレビ朝日系列 | 金曜 1:20 - 1:50（木曜深夜） | 2011年10月28日 | 遅れネット | [ 注 33 ]           |
| 福岡県        | 九州朝日放送（KBC）     | テレビ朝日系列 | 金曜 1:20 - 1:50（木曜深夜） | 2011年10月21日 | 遅れネット |                     |
| 熊本県        | 熊本朝日放送 (KAB)      | テレビ朝日系列 | 日曜 1:45 - 2:15（土曜深夜） | 2011年10月23日 | 遅れネット | [ 注 34 ]           |
| 長崎県        | 長崎文化放送 (NCC)      | テレビ朝日系列 | 金曜 1:21 - 1:51（木曜深夜） | 2011年10月24日 | 遅れネット |                     |
| 沖縄県        | 琉球朝日放送 (QAB)      | テレビ朝日系列 | 土曜 0:35 - 1:05（金曜深夜） | 2012年1月14日  | 遅れネット | [ 注 28 ] [ 注 35 ] |
| 鳥取県 島根県 | 山陰放送 (BSS)          | TBS系列        | 火曜 0:58 - 1:28（月曜深夜） | 2011年11月26日 | 遅れネット | [ 注 36 ]           |
| 高知県        | テレビ高知 (KUTV)       | TBS系列        | 水曜 0:55 - 1:25（火曜深夜） | 2014年4月17日  | 遅れネット | [ 注 37 ]           |

#### 過去のネット局
- 山梨放送（日本テレビ系列）
- チューリップテレビ（TBS系列、1990年10月6日打ち切り〔打ち切り時点での放送時間は火曜 1:00 - 1:30〕[8]）→北日本放送（日本テレビ系列）→チューリップテレビ（TBS系列）
- テレビ宮崎（フジテレビ系列・日本テレビ系列・テレビ朝日系列）

### ネットワークセールス時代
| 地域          | 放送局                  | 系列           | 放送日時                     | ネット状況    | 備考      |
| ------------- | ----------------------- | -------------- | ---------------------------- | ------------- | --------- |
| 関東広域圏    | テレビ朝日 (EX)         | テレビ朝日系列 | 火曜 23:15 - 翌0:15          | 制作局        |           |
| 北海道        | 北海道テレビ (HTB)      | テレビ朝日系列 | 火曜 23:15 - 翌0:15          | 同時ネット    | [ 注 38 ] |
| 青森県        | 青森朝日放送 (ABA)      | テレビ朝日系列 | 火曜 23:15 - 翌0:15          | 同時ネット    |           |
| 岩手県        | 岩手朝日テレビ (IAT)    | テレビ朝日系列 | 火曜 23:15 - 翌0:15          | 同時ネット    |           |
| 宮城県        | 東日本放送 (KHB)        | テレビ朝日系列 | 火曜 23:15 - 翌0:15          | 同時ネット    |           |
| 秋田県        | 秋田朝日放送 (AAB)      | テレビ朝日系列 | 火曜 23:15 - 翌0:15          | 同時ネット    |           |
| 山形県        | 山形テレビ (YTS)        | テレビ朝日系列 | 火曜 23:15 - 翌0:15          | 同時ネット    |           |
| 福島県        | 福島放送 (KFB)          | テレビ朝日系列 | 火曜 23:15 - 翌0:15          | 同時ネット    |           |
| 新潟県        | 新潟テレビ21 (UX)       | テレビ朝日系列 | 火曜 23:15 - 翌0:15          | 同時ネット    |           |
| 長野県        | 長野朝日放送 (abn)      | テレビ朝日系列 | 火曜 23:15 - 翌0:15          | 同時ネット    |           |
| 静岡県        | 静岡朝日テレビ (SATV)   | テレビ朝日系列 | 火曜 23:15 - 翌0:15          | 同時ネット    |           |
| 石川県        | 北陸朝日放送 (HAB)      | テレビ朝日系列 | 火曜 23:15 - 翌0:15          | 同時ネット    |           |
| 中京広域圏    | メ〜テレ (NBN)          | テレビ朝日系列 | 火曜 23:15 - 翌0:15          | 同時ネット    |           |
| 広島県        | 広島ホームテレビ (HOME) | テレビ朝日系列 | 火曜 23:15 - 翌0:15          | 同時ネット    |           |
| 山口県        | 山口朝日放送 (yab)      | テレビ朝日系列 | 火曜 23:15 - 翌0:15          | 同時ネット    |           |
| 岡山県 香川県 | 瀬戸内海放送 (KSB)      | テレビ朝日系列 | 火曜 23:15 - 翌0:15          | 同時ネット    | [ 注 39 ] |
| 愛媛県        | 愛媛朝日テレビ (eat)    | テレビ朝日系列 | 火曜 23:15 - 翌0:15          | 同時ネット    |           |
| 福岡県        | 九州朝日放送 (KBC)      | テレビ朝日系列 | 火曜 23:15 - 翌0:15          | 同時ネット    |           |
| 長崎県        | 長崎文化放送 (NCC)      | テレビ朝日系列 | 火曜 23:15 - 翌0:15          | 同時ネット    |           |
| 熊本県        | 熊本朝日放送 (KAB)      | テレビ朝日系列 | 火曜 23:15 - 翌0:15          | 同時ネット    |           |
| 大分県        | 大分朝日放送 (OAB)      | テレビ朝日系列 | 火曜 23:15 - 翌0:15          | 同時ネット    |           |
| 鹿児島県      | 鹿児島放送 (KKB)        | テレビ朝日系列 | 火曜 23:15 - 翌0:15          | 同時ネット    |           |
| 沖縄県        | 琉球朝日放送 (QAB)      | テレビ朝日系列 | 火曜 23:15 - 翌0:15          | 同時ネット    |           |
| 近畿広域圏    | 朝日放送 (ABC)          | テレビ朝日系列 | 水曜 0:30 - 1:32（火曜深夜） | 1時間15分遅れ |           |
| 鳥取県 島根県 | 山陰放送 (BSS)          | TBS系列        | 火曜 1:00 - 1:30（月曜深夜） | 遅れネット    |           |
| 高知県        | テレビ高知 (KUTV)       | TBS系列        | 火曜 0:56 - 1:56（月曜深夜） | 遅れネット    | [ 注 40 ] |

### 放送時間の変遷
| 期間                   | 放送曜日             | 放送時間（長さ）       |
| ---------------------- | -------------------- | ---------------------- |
| 1998年10月 - 1999年3月 | 月曜日               | 23:25 - 23:55（30分）  |
| 1999年04月 - 2000年3月 | 火曜日               | 23:25 - 23:55（30分）  |
| 2000年04月 - 2001年9月 | 火曜日               | 23:09 - 23:54（45分）  |
| 2001年10月 - 2002年3月 | 火曜日               | 23:15 - 翌0:00（45分） |
| 2002年04月 - 2009年9月 | 火曜日               | 23:15 - 翌0:10（55分） |
| 2009年10月 - 2011年9月 | 火曜日               | 23:15 - 翌0:15（60分） |
| 2011年10月 - 2018年3月 | 土曜日（金曜日深夜） | 0:50 - 1:20（30分）    |